# Middleham
Middleham – miasto w Anglii, w hrabstwie North Yorkshire, w dystrykcie (unitary authority) North Yorkshire. Leży 60 km na północny zachód od miasta York i 329 km na północ od Londynu. Miasto liczy 840 mieszkańców.